# 13 de marzo
El 13 de marzo es el 72.º (septuagésimo segundo) día del año en el calendario gregoriano y el 73.ᵉʳ (septuagésimo tercero) en los años bisiestos. Quedan 293 días para finalizar el año.

## Acontecimientos
- 222: Alejandro Severo es proclamado emperador romano.
- 874: en la Iglesia de los Santos Apóstoles de Constantinopla (Turquía) se entierran los huesos de san Nicéforo.
- 1138: el cardenal Gregorio Conti es elegido papa con el nombre de Víctor IV sucediendo al papa Anacleto II. En la actualidad, todos son considerados antipapas.
- 1192: emisión de la bula papal "cum universi" por el papa Celestino III.
- 1325: Se funda México-Tenochtitlan, capital y ciudad-estado del Imperio azteca.[1]
- 1328: en Navarra, Felipe de Évreux y Juana II son entronizados como reyes.
- 1567: comienza la batalla de Oosterweel, considerada tradicionalmente como el comienzo de la guerra de los Ochenta Años.
- 1591: se libra la batalla de Tondibi en Malí, las fuerzas marroquíes de la dinastía Saadí lideradas por Judar Pasha derrotan al Imperio songhai, a pesar de ser superados en número por al menos cinco a uno.
- 1604: un incendio destruye parte del Palacio Real de El Pardo (Madrid), perdiéndose cuantiosas obras de arte.
- 1639: el Colegio Harvard recibe su nombre en homenaje al clérigo John Harvard.
- 1697: la ciudad de Nojpetén (Tayasal), capital del reino maya itzá, cae ante los conquistadores españoles. Es el paso final de la conquista de Guatemala.
- 1741: en Cartagena de Indias, durante la llamada guerra del Asiento, comienza la batalla en la que Blas de Lezo, contando con 6 navíos, 2830 hombres y 990 piezas de artillería derrota a la flota británica al mando de Edward Vernon con 180 embarcaciones, 23 600 combatientes y unas 3000 piezas artilladas.
- 1781: en Bath (Inglaterra), el astrónomo alemán William Herschel (1738-1822) descubre el planeta Urano.
- 1809: en Suecia, un golpe de Estado contra el rey Gustavo IV, quien es depuesto por desacuerdos con su política anglófila.
- 1821: Víctor Manuel de Saboya abdica en su hermano Carlos Félix.
- 1831: en la República Mexicana se separa el Estado de Occidente (formado por Sonora y Sinaloa) y se forma el Estado de Sonora.
- 1831: Noche de las Botellas, trifulca entre brasileños y portugueses en Río de Janeiro que agravaría las tensiones entre ambos grupos.
- 1841: en España se inaugura el ferrocarril de Sevilla a Cádiz.
- 1845: en Leipzig se estrena el Concierto para violín de Felix Mendelssohn, con Ferdinand David como solista.
- 1862: en el marco de la guerra civil estadounidense, el Gobierno prohíbe que el ejércitos antiesclavista del Norte devuelva a esclavos fugitivos, anulando de hecho la Ley de Esclavos Fugitivos de 1850, y estableciendo el marco para la proclamación de emancipación de los esclavos.
- 1865: en el marco de la guerra civil estadounidense, el ejército confederado esclavista comienza a utilizar soldados afroestadounidenses como «carne de cañón».
- 1881: en Rusia es asesinado el zar Alejandro II mediante un atentado de bomba.
- 1884: en Sudán comienza el sitio de Jartum. Terminará el 26 de enero de 1885.
- 1888: en Nueva Jersey, Nueva York, Massachusetts y Connecticut continúa desde anteayer la Gran Tormenta de Nieve de 1888, con vientos de 72 km/h. Hasta mañana caerán más de 120 cm, haciendo que la gente queda encerrada en sus casas durante una semana.
- 1897: en California (Estados Unidos) se funda la Universidad Estatal de San Diego.
- 1900: en el Estado Libre de Orange (Sudáfrica) ―en el marco de la segunda guerra bóer―, el ejército británico ocupa la ciudad de Bloemfontein.
- 1900: en Francia, una ley limita a 11 horas la jornada laboral de hombres y mujeres.
- 1900: las Cortes Españolas aprueban una ley que regula el trabajo de las mujeres y los niños.
- 1902: en España, dimite el Gabinete presidido por Práxedes Mateo Sagasta.
- 1902: en Madrid (España), se matricula el primer automóvil, perteneciente al marqués de Bolaños.
- 1904: en el límite entre Argentina y Chile se inaugura la estatua del Cristo Redentor, poniendo fin a tensos desacuerdos limítrofes entre esos dos países.
- 1913: en Sonora (México) da comienzo la Revolución Constitucionalista al mando del primer jefe Venustiano Carranza.
- 1920: a comienzos de la incipiente República de Weimar (Alemania), Wolfgang Kapp (un político de derecha) y el general Walther von Lüttwitz perpetran un golpe de Estado (el Kapp-Putsch). En los siguientes días serán asesinados cientos de trabajadores del Partido Comunista de Alemania. El 17 de marzo será sofocado.
- 1921: el país asiático de Mongolia se independiza de China. El dictador militar ruso, Roman von Ungern-Sternberg declara la monarquía.
- 1925: en el estado de Tennessee (Estados Unidos) una ley prohíbe la enseñanza de la teoría de la evolución de Charles Darwin por contradecir el dogma judeocristiano de la Creación.
- 1925: en México, los regentes Vicente Lombardo Toledano y Juan Rico escogen esta fecha para celebrar el 600 aniversario de la fundación de México-Tenochtitlan.[2]
- 1930: en el Observatorio del Colegio Harvard (Estados Unidos) se telegrafía la noticia del descubrimiento de Plutón.
- 1933: en Estados Unidos ―en el marco de la Gran Depresión, los bancos comienzan a reabrirse después de que el presidente Franklin D. Roosevelt decreta un feriado bancario.
- 1940: en el marco de la Segunda Guerra Mundial, finaliza la Guerra de Invierno entre la Unión Soviética y Finlandia.
- 1943: en el marco del Holocausto, el ejército nazi alemán liquida el Gueto judío de Cracovia.
- 1954: en la actual Vietnam, las fuerzas independentistas del Viet Minh atacan a los invasores franceses.
- 1957: en La Habana (Cuba), ocurre el ataque al palacio presidencial por los estudiantes del Directorio Revolucionario con el objetivo de matar al dictador Fulgencio Batista. La policía mata a José Antonio Echeverría en una emboscada frente a la Universidad de La Habana.
- 1960: en Buenos Aires (Argentina), el presidente Arturo Frondizi implanta el plan Conintes (Conmoción Interna del Estado) ―estado de sitio, aplicación del código de Justicia Militar al ciudadano civil, jurisdicción militar sobre las policías provinciales― y pone en vigencia otra vez el Decreto 4161 de la dictadura de Aramburu: queda prohibido pronunciar el nombre del «tirano prófugo» (Juan Domingo Perón).
- 1962: Lyman Lemnitzer, presidente del Estado Mayor Conjunto, dicta una propuesta, denominada Operación Northwoods, al Secretario de Defensa Robert McNamara. La propuesta se descarta y el presidente John F. Kennedy retira a Lemnitzer de su cargo.
- 1964: en Nueva York (Estados Unidos) un asesino en serie mata a puñaladas a Kitty Genovese. Las personas que asistieron a su asesinato no hicieron nada por ayudarla o llamar a la policía. Se considera un caso de efecto espectador (que desde ese año se llamará «síndrome Genovese»).
- 1968: en la base de pruebas de armas químicas y biológicas del Ejército de Estados Unidos en el estado de Utah, un jet esparce gas nervioso, que en los días siguientes producirá la matanza de ovejas de Skull Valley, en que morirán 6000 ovejas.
- 1969: en el marco del programa Apolo, la nave espacial estadounidense Apolo 9 retorna a la Tierra después de probar el módulo lunar.
- 1979: en Granada, el movimiento New Jewel (‘nuevo esfuerzo unido para el bienestar, la educación y la liberación’), liderado por Maurice Bishop, realiza un golpe de Estado contra el primer ministro Eric Gairy.
- 1986: Estados Unidos lanza la nave espacial Giotto (no tripulada) hacia el cometa Halley.
- 1988: entre las ciudades de Aomori y Hakodate (Japón) se inaugura el túnel Seikan, el túnel submarino más largo del mundo.
- 1989: una tormenta solar azota Quebec (Canadá), seis millones de personas se ven afectadas por un gran apagón que dura 90 segundos, al paralizarse la red eléctrica de Montreal durante más de nueve horas, provocando pérdidas por valor de cientos de millones de dólares.
- 1991: el Departamento de Justicia de los Estados Unidos anuncia que Exxon ha acordado pagar $ 1 mil millones por la limpieza del derrame de petróleo de Exxon Valdez en Alaska.
- 1996: en Escocia (Reino Unido) sucede la Masacre de Dunblane.
- 2003: la revista Nature informa que se encontraron en Italia huellas de un humano erguido de 350 000 años de antigüedad.
- 2010: en Buenos Aires (Argentina) se realiza el concierto solidario Argentina abraza a Chile para recolectar alimentos y materiales destinados en ayuda a las víctimas del terremoto de Chile de 2010.
- 2013: en la Ciudad del Vaticano, el Cónclave de 2013 elige como papa a S. E. R. monseñor Jorge Mario Cardenal Bergoglio, procedente de Argentina, quien adopta el nombre de Francisco.
- 2015: en Valparaíso, a eso de las 15:30 hora local, se inicia un incendio que con el transcurso de las horas se considera zona de catástrofe a la ciudad de Valparaíso, bomberos de distintas localidades e incluso de Santiago viajan a la zona. La catástrofe cuenta con características muy similares a la ocurrida hace 11 meses, el Gran incendio de Valparaíso, ocurrido el 12 de abril de 2014.
- 2020: Donald Trump declara emergencia nacional en Estados Unidos por COVID-19 e inicio del confinamiento por COVID-19 en España.
- 2020: Breonna Taylor es asesinada por agentes de policía que entraban por la fuerza en su apartamento en Louisville; Su muerte desencadenó extensas protestas contra el racismo y la brutalidad policial.
- 2023: En Castrocalbón, España, se inician unas obras que acabarían destruyendo por error 1,3km de la antigua calzada romana que comunicaba Asturica Augusta (actual Astorga) con Bracara Augusta (actual Braga), que se encontraba señalizada y en buen estado de conservación.

## Nacimientos
- 1372: Luis de Valois, aristócrata francés (f. 1407).
- 1593: Georges de La Tour, pintor francés (f. 1652).
- 1615: Inocencio XII, papa católico italiano (f. 1700).
- 1683: John Theophilus Desaguliers, filósofo anglofrancés (f. 1744).
- 1696: Louis François Armand de Vignerot du Plessis, aristócrata francés (f. 1788).
- 1720: Charles Bonnet, biólogo y filósofo suizo (f. 1793).
- 1724: Manuela Beltrán, Heroína colombiana que desencadenó la insurrección de los comuneros de 1781. (f. 1819).
- 1733: Joseph Priestley, científico y ministro británico (f. 1804).
- 1741: José II de Habsburgo, emperador de Austria y rey de Hungría (f. 1790).
- 1753: Luisa María Adelaida de Borbón, aristócrata francesa (f. 1821).
- 1764: Charles Grey, político británico (f. 1845).
- 1769: Fernando Camborda, escritor español (f. 1823).
- 1781: Karl Friedrich Schinkel, arquitecto alemán, diseñó el Konzerthaus Berlin (f. 1841).
- 1787: Pedro Sainz de Baranda y Borreiro, marino mexicano (f. 1845).
- 1811: Leandro Gómez, militar uruguayo (f. 1865).
- 1815: James Curtis Hepburn, misionero y lingüista estadounidense (f. 1911).
- 1825: Hans Gude, pintor noruego (f. 1903).
- 1830: José Marco y Sanchís, escritor español (f. 1895).
- 1855: Percival Lowell, astrónomo estadounidense (f. 1916).
- 1857: B. H. Roberts, historiador y político angloestadounidense (f. 1933).
- 1860: Hugo Wolf, compositor austriaco (f. 1903).
- 1864: Alekséi von Jawlensky, pintor ruso (f. 1941).
- 1869: Ramón Menéndez Pidal, filólogo, historiador, folclorista y medievalista español (f. 1968).
- 1870: Henri Étiévant, actor y director francés (f. 1953).
- 1870: William Glackens, pintor estadounidense (f. 1938).
- 1879: Alfredo Kindelán, militar y aviador español (f. 1962).
- 1883: Enrico Toselli, compositor italiano (f. 1926).
- 1884: Hugh Walpole, novelista británico (f. 1941).
- 1885: Alejandro Oms, beisbolista cubano (f. 1946).
- 1888: Antón Makárenko, pedagogo y escritor ruso (f. 1939).
- 1888: Paul Morand, escritor francés (f. 1976).
- 1889: Pedro Leandro Ipuche, poeta uruguayo (f. 1976).
- 1890: Fritz Busch, director de orquesta y pianista alemán (f. 1951).
- 1892: Janet Flanner, periodista y escritora estadounidense (f. 1978).
- 1895: Juan Larrea, poeta español (f. 1980).

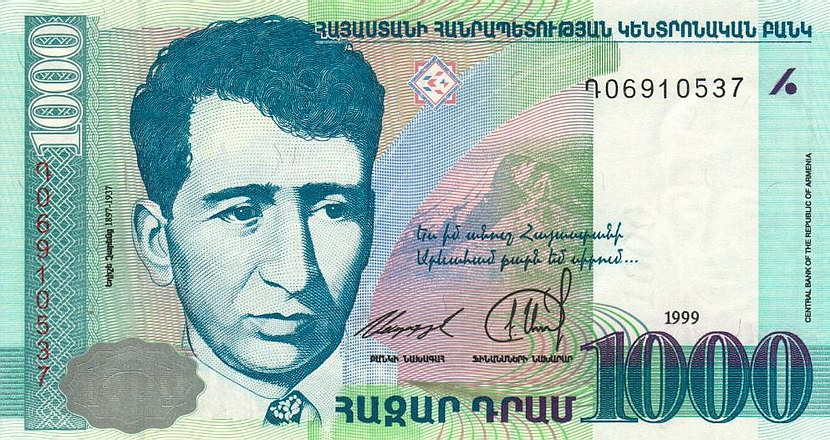
Billete de 1000 dramas armenios en homenaje al poeta Yeghishe Charents.

- 1897: Yeghishe Charents, poeta armenio (f. 1937).
- 1898: Henry Hathaway, cineasta estadounidense (f. 1985).
- 1899: John Hasbrouck van Vleck, físico estadounidense, premio Nobel de Física en 1977 (f. 1980).
- 1900: Carlota Tupou III, reina de Tonga entre el 5 de abril de 1918 y el 16 de diciembre de 1965 (f. 1965).
- 1900: Yorgos Seferis, poeta griego, premio Nobel de Literatura en 1963 (f. 1971).
- 1900: Béla Guttman, futbolista y entrenador húngaro (f. 1981).
- 1902: Hans Bellmer, escultor alemán (f. 1975).
- 1907: María Pía de Sajonia-Coburgo Gotha y Braganza, escritora, periodista e infanta de Portugal (f. 1995).
- 1911: José Ardévol, compositor cubano de origen español (f. 1981).
- 1911: L. Ron Hubbard, escritor estadounidense de ciencia ficción, fundador de la secta Cienciología (f. 1986).
- 1911: Marcelo Chávez, actor cómico mexicano (f. 1970).
- 1913: William Casey, político estadounidense (f. 1987).
- 1913: Serguéi Mijalkov, escritor ruso (f. 2009).
- 1913: Abraham Guillén, anarquista español (f. 1993).
- 1914: Conchita Montes, actriz española (f. 1994).
- 1914: Giovanni Lilliu, arqueólogo italiano (f. 2012).
- 1916: Lindy Boggs, política estadounidense (f. 2013).
- 1916: Jacque Fresco, diseñador industrial y filántropo estadounidense (f. 2017).
- 1919: Irina Baronova, bailarina rusa (f. 2008).
- 1925: Angelo Conterno, ciclista italiano (f. 2007).
- 1925: Medardo Fraile, escritor y profesor español (f. 2013).
- 1925: Roy Haynes, baterista estadounidense.
- 1926: Carlos Roberto Reina Idiáquez, político hondureño, presidente entre 1994 y 1998 (f. 2003).
- 1927: Alfredo Avelín, político argentino (f. 2012).
- 1929: Peter Breck, actor estadounidense (f. 2012).
- 1930: Günther Uecker, escultor alemán.
- 1931: Rodrigo Rubio, escritor español (f. 2007).
- 1935: Leslie Parrish, actriz estadounidense.
- 1936: Jack Parr, baloncestista estadounidense (f. 2015).
- 1937: Antonio Betancort, futbolista español (f. 2015).
- 1938: Erma Franklin, cantante estadounidense de soul (f. 2002).
- 1939: Jan, historietista español.
- 1939: Neil Sedaka, cantautor y pianista estadounidense.
- 1940: José Enrique Sarabia, cantante, músico, compositor, poeta, publicista, productor de televisión y asesor político venezolano.  (f. 2022).
- 1940: Alfonso Cortina, empresario español (f. 2020).
- 1941: Mahmud Darwish, poeta y escritor palestino (f. 2008).
- 1941: Donella Meadows, científica ambientalista y escritora estadounidense (f. 2001).
- 1942: Scatman John, cantante estadounidense (f. 1999).
- 1942: José Barrionuevo, político español.
- 1943: André Téchiné, cineasta y guionista francés.
- 1944: Bárbara Mujica, actriz argentina (f. 1990).
- 1945: Anatoli Fomenko, matemático ruso.
- 1945: Esteban Mellino, actor y humorista argentino (f. 2008).
- 1946: Yonatan Netanyahu, militar israelí (f. 1976).
- 1946: Manolo Galván, cantante argentino de origen español (f. 2013).
- 1949: Julia Migenes, soprano estadounidense.
- 1949: Emmy Verhey, violinista neerlandesa.
- 1950: William H. Macy, actor estadounidense.
- 1952: Wolfgang Rihm, compositor alemán (f. 2024).
- 1953: Ridley Pearson, escritor estadounidense.
- 1953: Deborah Raffin, actriz y productora estadounidense (f. 2012).
- 1953: Héctor Murguía Lardizábal, político mexicano (f. 2024).
- 1954: Valerie Amos, política y diplomática británica.
- 1955: Bruno Conti, futbolista italiano.
- 1955: Glenne Headly, actriz estadounidense de cine y teatro (f. 2017).
- 1956: Dana Delany, actriz estadounidense.
- 1958: Mágico González, futbolista salvadoreño.
- 1959: Kathy Hilton, diseñadora de modas y actriz estadounidense.
- 1959: Íñigo Liceranzu, futbolista español.
- 1959: Nancy E. Soderberg, abogada, asesora y lobista estadounidense.
- 1960: Jorge Sampaoli, entrenador argentino de fútbol.
- 1960: Adam Clayton, bajista y compositor británico, de la banda U2.
- 1960: Joe Ranft, animador, actor de voz y guionista estadounidense (f. 2005).
- 1960: Claudia Ruffinatti, cantante y compositora argentina, de la banda Viuda e Hijas de Roque Enroll.
- 1960: Alonso Salazar, periodista y político colombiano.
- 1962: Terence Blanchard, trompetista y compositor estadounidense.
- 1963: Fito Páez, músico y compositor argentino.
- 1965: Miquel Soler, futbolista español.
- 1966: Marcial Álvarez, actor español.
- 1967: Andrés Escobar, futbolista colombiano (f. 1994).
- 1968: Pepe Rodríguez Rey, cocinero español.
- 1970: Ray Reyes, cantante puertorriqueño (f. 2021).
- 1971: Carme Chacón, política española (f. 2017).
- 1971: Annabeth Gish, actriz estadounidense.
- 1972: Common, rapero estadounidense, de la banda Soulquarians.
- 1972: Khujo, rapero estadounidense, de la banda Goodie Mob.
- 1972: Leigh-Allyn Baker, actriz estadounidens.
- 1973: Edgar Davids, futbolista neerlandés de origen surinamés.
- 1973: David Draiman, músico estadounidense, de la banda Disturbed.
- 1974: Thomas Enqvist, tenista sueco.
- 1974: Vampeta, futbolista brasileño.
- 1974: Fernando Rech, futbolista brasileño.
- 1975: Erika de La Vega, animadora venezolana.
- 1976: James Dewees, tecladista y cantautor estadounidense, de la banda The Get Up Kids.
- 1976: Troy Hudson, baloncestista estadounidense.
- 1976: Danny Masterson, actor estadounidense.
- 1977: Walter Gaitán, futbolista argentino.
- 1977: Brent Sancho, futbolista trinitense.
- 1977: Kay Tse, cantante, compositora y actriz de hongkonesa.
- 1978: Adriana Nieto, actriz mexicana.
- 1978: Tom Danielson, ciclista estadounidense.
- 1979: Johan Santana, beisbolista venezolano.
- 1979: Spanky G, músico estadounidense, de la banda Bloodhound Gang.
- 1979: Arkadiusz Głowacki, futbolista polaco.
- 1979: Gustavo García Eugenio, futbolista español.
- 1979: Maher Al-Sayed, futbolista sirio.
- 1980: Caron Butler, baloncestista estadounidense.
- 1980: Kira Miró, actriz y presentadora española.
- 1981: Toccara Jones, modelo y actriz estadounidense.
- 1981: Blas Pérez, futbolista panameño.
- 1981: April Matson, actriz y cantante estadounidense.
- 1981: Choi Tae-uk, futbolista surcoreano.
- 1982: Lee Soo-kyung, actriz surcoreana.
- 1982: Gisela Mota Ocampo, política mexicana (f. 2016).
- 1982: Salvador García Acuña, futbolista nicaragüense.
- 1982: Manuel Pasqual, futbolista italiano.
- 1984: Steve Darcis, tenista belga.
- 1984: Marc Zwiebler, jugador alemán de bádminton.
- 1984: Juan Ramón Rallo, economista español
- 1984: Filipe José Machado, futbolista brasileño del Chapecoense (f. 2016).
- 1985: Alcides Araújo Alves, futbolista brasileño.
- 1985: Emile Hirsch, actor estadounidense
- 1985: Matt Jackson, luchador estadounidense
- 1985: Alfonso Dosal, actor mexicano.
- 1986: Adrià Granell, futbolista español.
- 1986: Emere Robles, futbolista hondureño.
- 1986: Abdulmalek Al-Khaibri, futbolista saudí.
- 1987: Marco Andretti, piloto estadounidense de carreras.
- 1987: Andreas Beck, futbolista alemán.
- 1987: Soslán Dzhanáyev, futbolista ruso.
- 1988: Alberto Campillo García, futbolista español.
- 1988: Raúl Fernández-Cavada, futbolista español.
- 1989: Holger Badstuber, futbolista alemán.
- 1989: Marko Marin, futbolista alemán.
- 1989: Harry Melling, actor británico.
- 1990: Anicet Andrianantenaina, futbolista malgache.
- 1990: İlkan Karaman, baloncestista turco (f. 2024).
- 1990: Frederik Backaert, ciclista belga.
- 1991: Eli Kim, cantante surcoreano, de la banda U-KISS.
- 1991: Tristan Thompson, baloncestista canadiense
- 1991: Kwon Nara, cantante y actriz surcoreana.
- 1991: Cristian Herrera, futbolista español.
- 1991: Asdrúbal Padrón, futbolista español.
- 1991: Henry Mejía, futbolista hondureño (f. 2014).
- 1991: Saša Marković, futbolista serbio.
- 1992: Nicol Sanhueza, futbolista chilena.
- 1992: Ozuna, actor y cantante puertorriqueño.
- 1992: Kaya Scodelario, actriz británica.
- 1992: L, actor, cantante y bailarín surcoreano.
- 1992: Fran Sol, futbolista español.
- 1992: Luca Wackermann, ciclista italiano.
- 1992: Crislan, futbolista brasileño.
- 1993: Yuya, youtuber mexicana.
- 1993: Michael Santos, futbolista uruguayo.
- 1994: Gerard Deulofeu, futbolista español.
- 1994: Yannick Gerhardt, futbolista alemán.
- 1994: Samet Akaydin, futbolista turco.
- 1994: Sebastián Sosa Sánchez, futbolista uruguayo.
- 1995: Maitane López, futbolista española.
- 1995: Carlos Small, futbolista panameño.
- 1996: Keita Yamashita, futbolista japonés.
- 1996: Axel Ochoa, futbolista argentino.
- 1996: Sebastián Martelli, futbolista argentino.
- 1996: Nathan Allan de Souza, futbolista brasileño.
- 1996: Marc Gual Huguet, futbolista español.
- 1996: Estelle Cascino, tenista francesa.
- 1997: Rúben Neves, futbolista portugués.
- 1997: Iñigo Córdoba, futbolista español.
- 1997: Bruno Barranco, futbolista argentino.
- 1997: Danylo Ihnatenko, futbolista ucraniano.
- 1997: Bryony Pitman, arquera británica.
- 1998: Jay-Roy Grot, futbolista neerlandés.
- 1998: Luigi D'Ignazio, futbolista italiano.
- 1998: Michel Ries, ciclista luxemburgués.
- 1998: Henna Viljanen, tiradora finlandesa.
- 1998: Federico Bonansea, futbolista argentino.
- 1998: Fabiola Villalobos, futbolista costarricense.
- 1998: Jack Harlow, rapero estadounidense.
- 1999: Kristian Thorstvedt, futbolista noruego.
- 1999: Brooklyn Gray, actriz pornográfica y modelo erótica estadounidense.
- 1999: Gabriel Florentín, futbolista argentino.
- 1999: Nahuel Lemos, baloncestista uruguayo.
- 1999: Pauline Mahieu, nadadora francesa.
- 1999: João Maleck, futbolista mexicano.
- 1999: Jimmy Evans, futbolista nigeriano.
- 2000: Sophia Dominguez-Heithoff, modelo estadounidense.
- 2000: Andrés Ayala, futbolista argentino.
- 2000: Lucas Reyes, baloncestista argentino.
- 2000: Andrés Jaime, baloncestista argentino.
- 2000: Ashley Moloney, atleta australiano.
- 2000: Mariona García, atleta española.
- 2000: Erik Rafael, futbolista español.
- 2000: Łukasz Poręba, futbolista polaco.
- 2000: José Neris, futbolista uruguayo.
- 2000: Tjay De Barr, futbolista gibraltareño.
- 2001: Beomgyu, cantante surcoreano, integrante del grupo surcoreano TXT.
- 2001: Michał Karbownik, futbolista polaco.
- 2001: Matthew Hoppe, futbolista estadounidense.
- 2001: Ramon Ramos Lima, futbolista brasileño.
- 2001: Thiago Fernandes Rodrigues, futbolista brasileño.
- 2003: Anton Lúðvíksson, futbolista islandés.
- 2004: Cori Gauff, tenista estadounidense.
- 2005: Zeteny Jano, futbolista austriaco.
- 2006: Tommy Setford, futbolista neerlandés.
- 2007: Riquelme Felipe, futbolista brasileño.

## Fallecimientos
- 600: Leandro de Sevilla, obispo español (n. 534).
- 857: San Rodrigo, mártir, santo español (n. ¿?).
- 1229: Blanca de Navarra, infanta de Navarra y condesa consorte de Champaña (n. 1177).
- 1395: John Barbour, poeta escocés (n. 1320).
- 1516: Ladislao II, rey bohemio (n. 1456).
- 1569: Luis I de Borbón-Condé, general hugonote francés (n. 1530).
- 1573: Michel de L'Hospital, estadista francés (n. 1507).
- 1619: Richard Burbage, actor británico (n. 1567).
- 1711: Nicolas Boileau-Despréaux, poeta, académico y crítico literario francés (n. 1636).
- 1719: Johann Friedrich Böttger, químico alemán (n. 1682).
- 1767: María Josefa de Sajonia, aristócrata francesa (n. 1731).
- 1773: Philibert Commerson, naturalista y explorador francés (n. 1727).
- 1808: Cristián VII, rey dinamarqués (n. 1749).
- 1823: John Jervis, almirante y político inglés (n. 1735).
- 1833: William Bradley, teniente y cartógrafo inglés (n. 1757).
- 1842: Metralla Henry, general inglés (n. 1761).
- 1851: Karl Lachmann, filólogo alemán (n. 1793).
- 1854: Jean-Baptiste de Villèle, político francés, 6.º primer ministro (n. 1773).
- 1859: Vilhelm Pedersen, marino e ilustrador danés (n. 1820).
- 1873: David Swinson Maynard, médico y empresario estadounidense (n. 1808).
- 1877: Cristóbal Oudrid, pianista, compositor de zarzuelas y director de orquesta español (n. 1825).
- 1879: Adolf Anderssen, ajedrecista alemán (n. 1818).
- 1880: Thomas Bell, zoólogo cirujano y escritor británico (n. 1792).
- 1881: Alejandro II, zar ruso (n. 1818).
- 1885: Titian Peale, naturalista, entomólogo y fotógrafo estadounidense (n. 1799).
- 1885: Giorgio Mitrovich, político maltés (n. 1795).
- 1891: Théodore de Banville, escritor francés (n. 1823).
- 1893: Francesco Momo, anarquista italiano (n. 1863).
- 1901: Benjamin Harrison, político estadounidense, 23.º presidente entre 1889 y 1893 (n. 1833).
- 1901: Fernand Pelloutier, anarquista y sindicalista francés (n. 1867).
- 1906: Susan B. Anthony, feminista estadounidense (n. 1820).
- 1911: John J. Toffey, teniente estadounidense (n. 1844).
- 1916: José Nicolás González Balcarce, político argentino (n. 1854).
- 1918: César Cui, compositor y crítico ruso, uno de los Cinco (n. 1835).
- 1918: José White, violinista, compositor y profesor afrocubano (n. 1836).
- 1921: Enrique Collazo, historiador, periodista y militar cubano (n. 1848), general del Ejército Libertador.
- 1923: Manuel Allendesalazar, político español (n. 1856).
- 1925: Lucille Ricksen, actriz estadounidense (n. 1910).
- 1933: Robert Innes, astrónomo británico (n. 1861).
- 1938: Clarence Darrow, abogado estadounidense (n. 1857).
- 1938: Nikolái Bujarin, político ruso (n. 1888).
- 1938: Cevat Çobanlı, general turco (n. 1870).
- 1940: La Jana, actriz y bailarina austroalemana (n. 1905).
- 1941: Elizabeth Madox Roberts, poeta y novelista estadounidense (n. 1881).
- 1943: Stephen Vincent Benét, escritor, poeta y novelista estadounidense (n. 1898).
- 1953: Isabel Chabela Villaseñor, escultora y pintora mexicana. (n. 1909).
- 1955: Tribhuvan Bir Bikram Shah, rey nepalí, restaurador de la monarquía (n. 1906).
- 1957: José Antonio Echeverría, líder estudiantil cubano (n. 1932).
- 1964: Kitty Genovese, víctima de asesinato estadounidense (n. 1935).
- 1965: Corrado Gini, sociólogo italiano (n. 1884).
- 1965: Fan S. Noli, político y obispo albano, 14.º primer ministro (n. 1882).
- 1975: Ivo Andrić, escritor serbo-croata, premio Nobel de Literatura (n. 1892).
- 1978: John Cazale, actor de cine y teatro estadounidense (n. 1935).
- 1980: Lillian Ngoyi, activista sudafricana anti-apartheid, primera mujer en la ejecutiva del Congreso Nacional Africano (n. 1911).
- 1983: Louison Bobet, ciclista francés (n. 1925).
- 1983: Paul Citroen, ilustrador y educador germano-neerlandés (n. 1896).
- 1985: Jesús Silva Herzog, economista e historiador mexicano (n. 1892).
- 1988: John Holmes, actor pornográfico estadounidense (n. 1944).
- 1988: Stefano Vanzina, cineasta italiano (n. 1915).
- 1990: Bruno Bettelheim, psicólogo infantil y pedagogo judío-estadounidense (n. 1903).
- 1990: Juan Antonio Vallejo-Nágera, escritor español (n. 1926).
- 1994: Mónica Santa María, modelo y conductora de televisión peruana (n. 1972).
- 1996: Lucio Fulci, cineasta italiano (n. 1927).
- 1996: Krzysztof Kieślowski, cineasta y guionista polaco (n. 1941).
- 1998: Hans von Ohain, ingeniero alemán (n. 1911).
- 1998: Manuel Pacheco, poeta y prosista español (n. 1920).
- 1998: Bill Reid, artista canadiense (n. 1920).
- 1999: Lee Falk, historietista, cineasta y productor estadounidense (n. 1911).
- 1999: Bidu Sayão, soprano brasileña (n. 1902).
- 2001: Luis de Icaza, actor mexicano (n. 1954).
- 2002: Carlos Castellano Gómez, compositor español.
- 2002: Hans-Georg Gadamer, filósofo alemán (n. 1900).
- 2003: Carmen Gracia Tesán, cantante española (n. 1914).
- 2003: Lois Tobío Fernández, diplomático, escritor y traductor español (n. 1906).
- 2004: Franz König, cardenal austriaco (n. 1905).
- 2005: Andrés Donoso, ingeniero chileno (n. 1927).
- 2006: Jimmy Johnstone, futbolista británico (n. 1944).
- 2006: Maureen Stapleton, actriz estadounidense (n. 1925).
- 2007: Ana Casares, actriz argentina de origen polaco (n. 1930).
- 2009: Betsy Blair, actriz estadounidense (n. 1923).
- 2009: Andrew "Test" Martin, luchador profesional canadiense (n. 1975).
- 2010: Jean Ferrat, cantautor y poeta francés (n. 1930).
- 2010: He Pingping, enano chino (n. 1988).
- 2011: Alejandro Miró Quesada, periodista peruano (n. 1915).
- 2011: Andrés Resino, actor español (n. 1940).
- 2013: Władysław Stachurski, futbolista polaco (n. 1945).
- 2013: Malachi Throne, actor estadounidense (n. 1928).
- 2014: Ahmad Tejan Kabbah, político sierraleonés, presidente de Sierra Leona entre 1996-2007 (n. 1932).
- 2015: Daevid Allen, músico australiano (n. 1938).
- 2016: Hilary Putnam, filósofo y matemático estadounidense (n. 1926).
- 2017: Ricardo de Sayn-Wittgenstein-Berleburg, aristócrata alemán (n. 1934).
- 2018: Eduardo Colombo, médico y anarquista argentino (n. 1929).
- 2021: Marvin Hagler, boxeador estadounidense del peso mediano (n. 1954).
- 2021: Murray Walker, comentarista deportivo estadounidense (n. 1923).
- 2022: William Hurt, actor estadounidense (n. 1950).
- 2022: Vic Elford, piloto de automovilismo británico (n. 1935).
- 2023: Mario Trucco, periodista, locutor radial y escritor argentino (n. 1930).
- 2024: Neófito de Bulgaria, patriarca de la Iglesia ortodoxa búlgara entre 2013 y 2024 (n. 1945).
- 2024: Jorge Dorio, periodista, escritor y actor argentino. (n. 1958).

## Celebraciones
- Día Internacional del Riesling.[3]
Es una variedad o casta de uva blanca originaria de la región del Rin, en Alemania,[4] utilizada para el cultivo vinícola.

Por países
(Por orden alfabético)
- Argentina: 
  - Día Nacional de la Lucha contra la Violencia de Género en los Medios de Comunicación.[5]

- Colombia: 
  - Día Nacional del Alcalde.[6]

- Cuba: 
  - Día del Arquitecto Cubano.[7]

- Ecuador: 
  - Día del Instituto Ecuatoriano de Seguridad Social.
Fundación: 13 de marzo de 1928 (97 años).

- Estados Unidos: 
  - Día del Buen Samaritano.[8]
En memoria de Kitty Genovese, asesinada el 13 de marzo de 1964 (hace ya 61 años) cerca de su casa en la ciudad de Nueva York y aunque más de 30 personas vieron algo o escucharon sus gritos, nadie se acercó para ayudarla o llamar a la policía. El caso inspiró a reflexionar sobre la indiferencia y promover la ayuda desinteresada al prójimo, como en la Parábola del Buen Samaritano (Lucas 10:25-37). Esta fecha busca fomentar la compasión y la acción solidaria.
(en inglés: National Good Samaritan Day, also known as Good Samaritan Involvement Day).
  - Día de los Veteranos K-9 (Policía).[9]
Es un perro policial que normalmente tiene la consideración de agente de la ley, y en muchos países cuentan con unidades caninas específicas apodadas K-9.[10] Es un día festivo que honra a los perros de servicio que han servido en varias agencias gubernamentales, incluidos el ejército, la policía, los servicios de emergencia y las aduanas. La festividad se celebra anualmente el 13 de marzo en los Estados Unidos, día en que se fundó el primer Cuerpo K-9 en 1942 (hace ya 83 años).
(en inglés: K-9 Veterans Day).
  - Día Nacional de las Orejeras.[11]
Fecha fue elegida en honor a Chester Greenwood, un inventor estadounidense que patentó las orejeras en 1873.
(en inglés: National Earmuff Day).
  - Día de Ken.[12]
El muñeco Keneth "Ken" Carson, el inseparable compañero de Barbie, fue presentado por primera vez por Mattel el 13 de marzo de 1961 (hace ya 64 años) en una feria de juguetes. Desde entonces, este día se ha convertido en una celebración especial, celebrada por coleccionistas y fanáticos de Barbie en todo el mundo.

- Guatemala: 
  - Día Nacional de la No Violencia contra la Niñez.[13]
Por Decreto Nº37-2005, se establece que cada 13 de marzo las instituciones públicas y privadas conmemorarán en Guatemala este día. La fecha se establece a raíz del asesinato de Nahamán Carmona, niño en riesgo de calle que en el año de 1990 fue brutalmente asesinado.

- Liberia: 
  - Día de la Decoración.[14]

- México: 
  - Aniversario de la fundación de la ciudad de México-Tenochtitlan.
Homenaje a la capital del Imperio mexica y el mayor centro político y religioso de Mesoamérica. Según el Gobierno de México,[15] sobre la fecha precisa de la fundación de Tenochtitlan se manejan varias: el 12 de diciembre, el 18 de julio, y la más consensuada por los historiadores, el 13 de marzo, pero en todos los casos se coincide en que sucedió en el 1325 (hace ya 700 años).

### Santoral católico

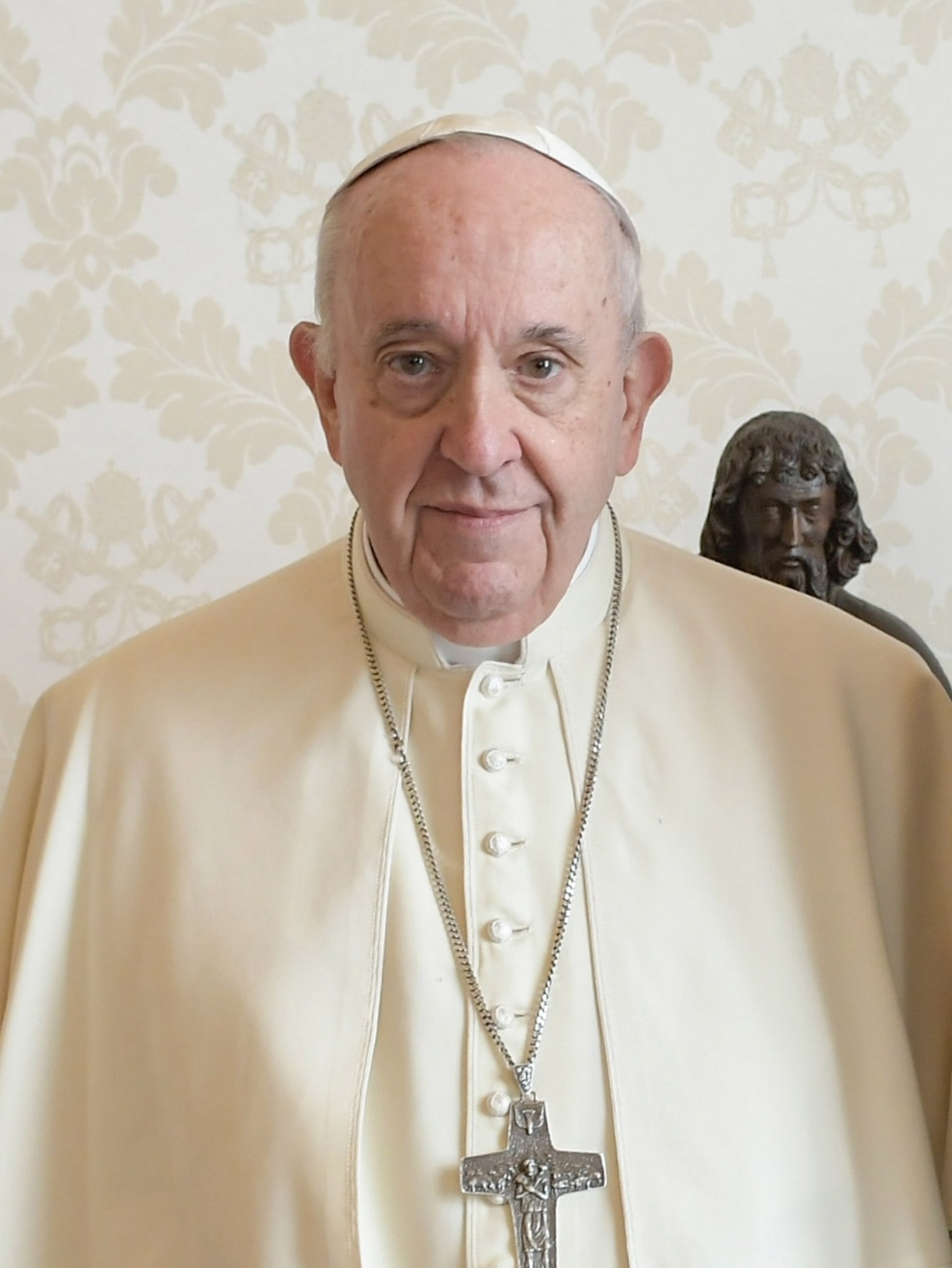
El papa Francisco en 2021.

- Santos Macedonio, Patricia y Modesta de Nicomedia, mártires.
- San Eufrasio de Iliturgi.
- San Sabino de Hermópolis, mártir (s. IV).[16]
- Santa Cristina de Persia, mártir (f. 559).[16]
- San Pientio de Poitiers, obispo (s. VI).[16]
- San Ramiro de León y doce compañeros, monjes y mártires (s. VI).[16]
- San Leandro de Sevilla, obispo (f. c. 600).
- San Eldrado de Novalesa, abad (f. c. 840).[16]
- Santos Rodrigo y Salomón de Córdoba, mártires (f. 857).[17]
- San Ansovino de Camerino, obispo (f. 868).
- Beato Pedro II de Cava, abad (f. 1208).[16]
- Beato Agnelo de Pisa, presbítero (f. c. 1275).[16]
- Beata Francisca Tréhet, virgen y mártir (f. 1794).[16]

Por países
(Por orden alfabético)
- Ciudad del Vaticano: 
  - Aniversario de la elección del papa Francisco (f. 2025).[14] Fue electo el 13 de marzo de 2013 (hace 12 años), a los 76 años de edad.